# 斯坦尼斯瓦夫·伊格纳齐·维特凯维奇
斯坦尼斯瓦夫·伊格纳齐·维特凯维奇（波蘭語：Stanisław Ignacy Witkiewicz，1885年2月24日—1939年9月18日）波兰作家、画家、哲学家、理论家、剧作家、小说家和摄影师，活跃于第一次世界大战前和战间期。他曾跟随人类学家布罗尼斯拉夫·马林诺夫斯基前往澳大利亚，他的戏剧是荒诞派戏剧的前身。第二次世界大战前夕自杀。